# 奧蒙茲鎮區 (北卡羅萊納州格林縣)
奧蒙茲鎮區（英語：Ormonds Township）是位於美國北卡羅萊納州格林縣的一個鎮區。

## 地方資料
奧蒙茲鎮區的面積為98.67平方千米，皆為陸地。根據2020年美國人口普查的數據，當地共有人口1369人，而人口密度為每平方千米13.87人。